# 辽阳苗圃汉墓群
辽阳苗圃汉墓群是位于中华人民共和国辽宁省辽阳市太子河区一处大型古代墓葬群，年代跨越西汉至辽金时期。该墓群于2013年被列为第七批全国重点文物保护单位。

## 背景与发掘
辽阳古称襄平，在古代长期作为中国东北地区的政治与文化中心。战国时期燕国设立辽东郡，郡城位于辽阳。秦汉时期辽阳仍为辽东郡郡城，魏晋时期于辽阳设平州刺史兼东夷校尉，辽金时期辽阳为五京之一。
辽阳苗圃汉墓群地处辽阳市老城区东南约2公里的太子河西岸台地，原属辽阳市林业科学研究院苗圃。2008年初，因辽阳市政府计划在苗圃区域建设经济适用房，施工工程中发现相关墓葬，辽宁省文物考古研究所随后启动抢救性发掘。墓葬总占地面积约28万平方米，其中2014年发掘的核心区域约12万平方米。2014年5月至后续阶段的一次保护性发掘中，新发现汉魏墓葬92座，包括土坑墓48座、石室墓43座、砖石混筑墓1座，出土文物400余件，其中4座为彩绘壁画墓。至2015年11月，考古工作历时八年，共进行三次大规模发掘，清理汉魏至辽金时期墓葬300余座，出土陶器、铜器、铁器、玉器、金银器等各类文物约3000件。

## 墓葬特征
辽阳苗圃汉墓群的墓葬形制与结构西汉早期以土坑竖穴墓为主，墓室狭长，随葬品多为尖唇盘口陶罐；西汉晚期发展为带木椁的土坑墓，随葬圈足壶、陶鼎等礼器组合。新朝至东汉初，单室石墓盛行，墓室结构简单，随葬陶灶、陶案、耳杯等生活用具；东汉中晚期则流行多室石墓与砖室墓，墓底铺绳纹砖，布局复杂，常带耳室与斜坡墓道，随葬品中出现象征庄园经济的陶井、陶仓模型。魏晋时期大型多室石墓兴起，部分墓室绘有壁画，随葬品趋于简化，以陶钵、陶罐为主，部分墓葬刻有“建安三年”“太安三年”等纪年墓石刻铭文。辽金时期墓葬以砖石混筑为特色，随葬瓷器与辽阳冮官屯窑产品风格相似。

## 保护
2013年3月5日，尚处于考古发掘中的辽阳苗圃汉墓群公布为第七批全国重点文物保护单位。2015年考古结束后，墓群实施保护性回填，该项考古发掘评为2015年度辽宁考古十大发现之一。